# Monobryozoon bulbosum
Monobryozoon bulbosum is een mosdiertjessoort uit de familie van de Monobryozoidae. De wetenschappelijke naam van de soort is voor het eerst geldig gepubliceerd in 1972 door Ott.